# S/2010 J 2
Jupiter LII (vorläufige Bezeichnung S/2010 J 2) ist einer der kleineren Monde des Planeten Jupiter.

## Entdeckung
Jupiter LII wurde am 8. September 2010 von dem französischen Astronomen Christian Veillet entdeckt und erhielt die vorläufige Bezeichnung S/2010 J 2. Der Mond hat noch keinen offiziellen Namen erhalten – bei den Jupitermonden sind dies in der Regel weibliche Gestalten aus der griechischen Mythologie – und wird entsprechend der Systematik der Internationalen Astronomischen Union (IAU) Jupiter LII genannt.

## Bahndaten
Jupiter LII umkreist Jupiter mit einer großen Halbachse von etwa 20 Millionen Kilometern in knapp 600 Tagen. Die Umlaufbahn weist eine Exzentrizität von 0,31 auf. Mit einer Neigung von rund 150° gegen die Ekliptik ist die Bahn retrograd, d. h., der Mond bewegt sich entgegen der Rotationsrichtung des Jupiter um den Planeten.

## Physikalische Daten
Jupiter LII besitzt einen Durchmesser von etwa 1 km.